# مین آنگ هلینگ
مین آنگ هلینگ (برمه‌ای: မင်းအောင်လှိုင်؛ زادهٔ ۳ ژوئیهٔ ۱۹۵۶) سیاست‌مدار و نظامی اهل میانمار است. وی همچنین برندهٔ جوایزی همچون نشان فیل سفید تایلند شده‌است.